# Friedrich Weidig

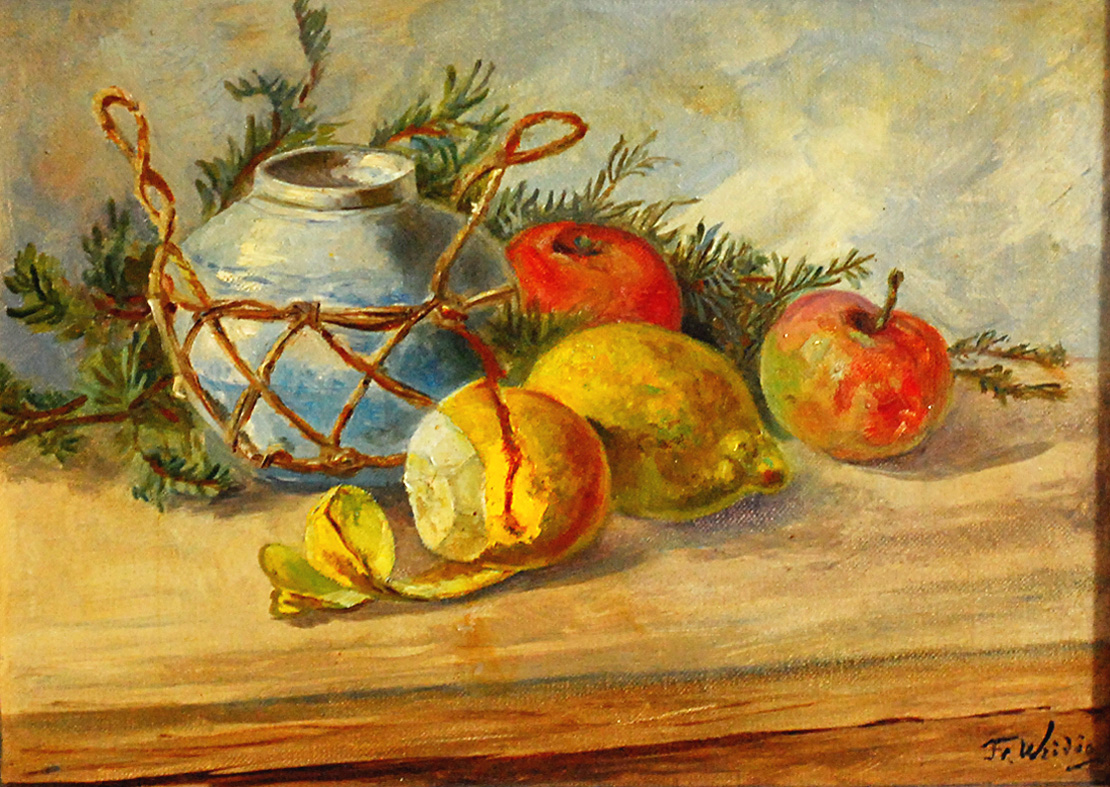
Friedrich Weidig, Stillleben, Öl auf Leinwand, um 1910/20

Friedrich Weidig (* 26. Mai 1859 in Gießen; † 28. September 1933 in München) war ein deutscher Künstler. Er arbeitete als Maler und Bildhauer.

## Leben
Weidig war der Sohn eines Buchhalters. Er studierte an der Kunstgewerbeschule in Frankfurt a. M. bei Professor Ferdinand Luthmer und anschließend von 1881 bis 1885 in der Antikenklasse der Königlichen Kunstakademie. Seine Lehrer waren die Professoren Alexander Strähuber, Nikolaus Gysis und Franz von Seitz.
Weidig ließ sich als Künstler in München nieder und machte sich vor allem als Porträtmaler einen Namen. Viele Werke entstanden im öffentlichen Auftrag. Weidig schuf unter anderem Bildnisse von Prinzregent Luitpold von Bayern (1911), Otto von Bismarck, Paul von Hindenburg, Adolf Hitler oder Theodor Mommsen. Zahlreiche Gemälde entstanden nach Vorlage älterer Bildnisse. So diente ein Bildnis Bismarcks, das Franz von Lenbach schuf, Weidig als Vorbild für seine Arbeit.